# 上殿站
上殿站（日语：／ Kamitono eki */?）是位於廣島縣山縣郡戶河內町中央（現時：安藝太田町上殿），西日本旅客鐵道（JR西日本）可部線的鐵路車站（廢站）。
在上殿站至土居站之間，由於地形的關係，該區間的走線應該是沿國道191號和太田川並行。但是由於筒賀村民強烈希望把鐵路服務駛入該區，因此便把路線繞過南邊的山縣郡筒賀村。

## 歷史
- 1969年（昭和44年）7月27日：國鐵可部線 加計站至三段峽站之間開通，此站啟用，當時為客運車站和無人車站[1][2]。
- 1987年（昭和62年）4月1日：伴隨國鐵分割民營化，車站由西日本旅客鐵道（JR西日本）營運[1]。
- 2003年（平成15年）12月1日：車站廢除。

### 站名的由來
車站名稱取自車站啟用前13年的1956年（昭和31年）9月1日，車站附近村的名字，後來經歷合併後便成為戶河內町。在戶河內町成立後，共分了三個小字，分別為中央、長田和箕角。後來合併為安藝太田町時，三個小字再合併為一個大字「上殿」。即使在分割期（1956 - 2004年），當地也有名為上殿的地名，包括了小學和幼稚園的名稱。

## 車站構造
此站是地面車站，設有1面1線的單式月台。此站為一座無人車站，沒有站舍。在路軌北邊設有月台，月台上設有候車室。在候車室的後方牆外上寫了（上殿站的平假名）。

## 車站周邊
車站附近為村落。在車站南邊設有國道186號（國道191號、國道434號重疊區間）。從前在北邊的道路為國道186號，在此站廢除1年前的2002年（平成14年）11月30日，車站南邊開通了國道186號繞道，使北邊的國道變為舊道。
車站南邊的國道186號更南邊設有中國自動車道戶河內交匯處。在戶河內交匯處出入口、國道186號和國道191號的路口西南角設有道之驛來夢戶河內。
在中國自動車道戶河內交匯處南邊設有太田川。沿河流向筒賀村方向前進可到達與其支流筒賀川匯合的地方。
- 廣電巴士（日语：広電バス）、加計交通（日语：加計交通）、三段峽交通（日语：三段峡交通）、綜合企劃公司（日语：総合企画コーポレーション）「上殿中央」巴士站
- 上殿郵局

## 現狀

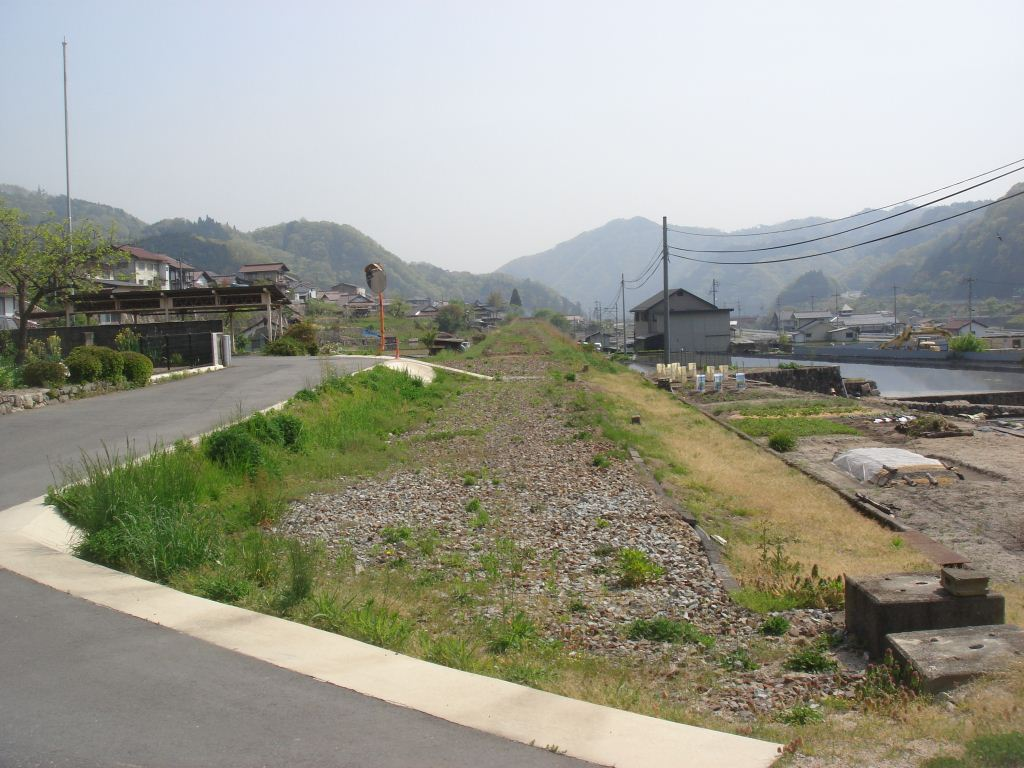
上殿站遺址（中央左邊鋪裝道路處曾為月台一部分)

月台和候車室一同被撤走，變為了一片草地。截至2023年12月，車站遺址附近沒有關於此站的紀念碑或展板。

## 相鄰車站
西日本旅客鐵道（JR西日本）
可部線
木坂－殿賀－筒賀

## 注腳
1. 1 2 3  石野哲（編）.  初版. JTB. 1998-10-01: 282. ISBN 978-4-533-02980-6 （日语）.
2. 1 2  . 交通新聞 (交通協力会). 1969-07-16: 1 （日语）.
3. 1 2  . 中国新聞.   [2023-12-09]. （原始内容存档于2023-12-16） （日语）.

## 相關項目
- 日本鐵路車站列表 Ka